# Pleurothallis chloroleuca
Pleurothallis chloroleuca är en orkidéart som beskrevs av John Lindley. Pleurothallis chloroleuca ingår i släktet Pleurothallis och familjen orkidéer. Inga underarter finns listade i Catalogue of Life.

## Bildgalleri

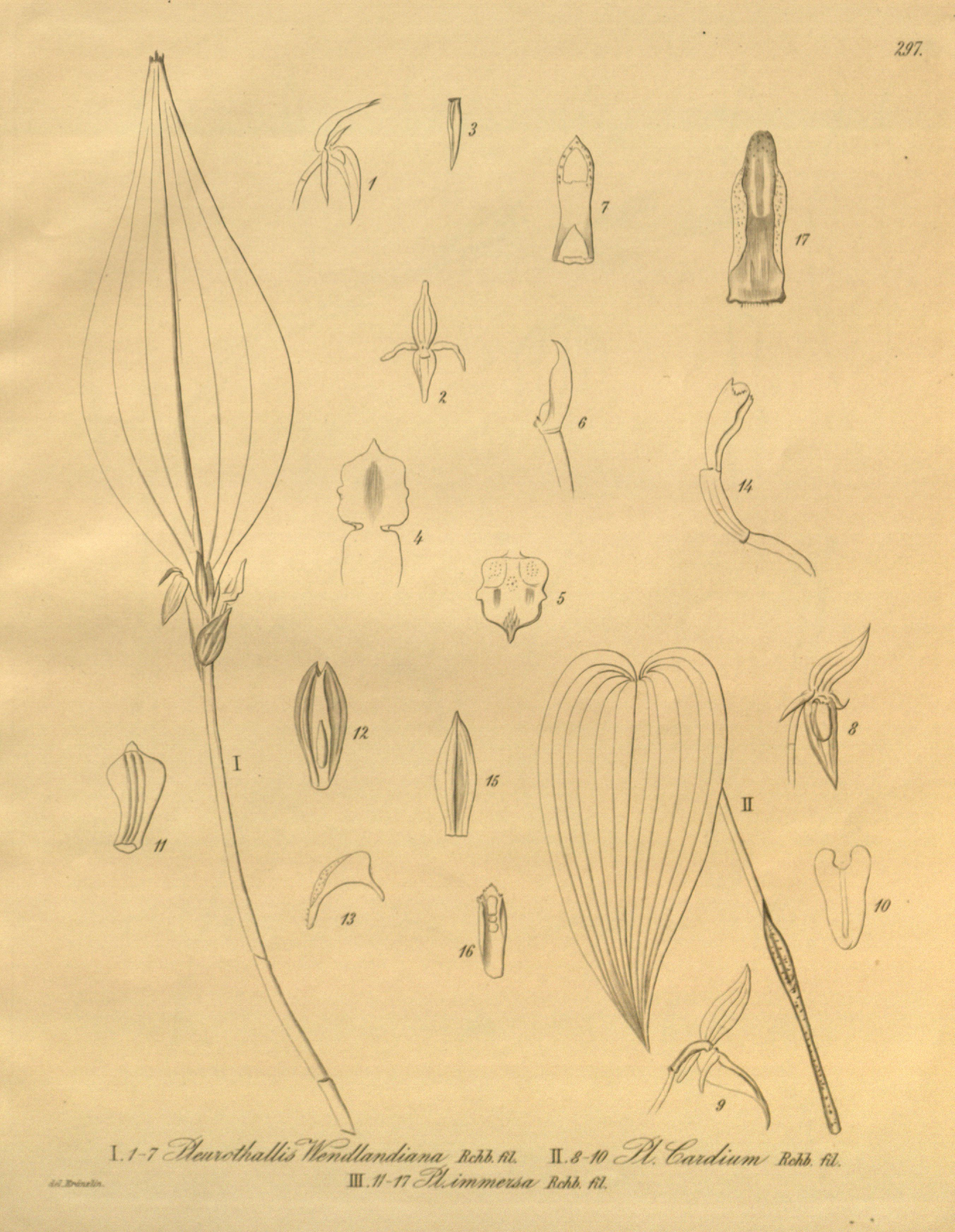